# Angelo Maria Querini
Pour les articles homonymes, voir Quirini.
Angelo Maria Querini, ou Quirini, né à Venise le 30 mars 1680 et mort à Brescia le 6 janvier 1755, est un savant, bénédictin et cardinal italien. Angelo Maria Quirini se fit bénédictin en 1695 et fut ordonné prêtre en 1702. De 1710 à 1714, il voyagea en Angleterre, en France, en Allemagne et aux Pays-Bas, et correspondit avec les plus éminents savants de son temps, tels que Bernard de Montfaucon, Isaac Newton et Voltaire.
À son retour en Italie, il fut fait abbé du monastère bénédictin de Rome, chargé de compiler les annales de l'ordre. En 1723, il devint archevêque de Corfou, et Benoît XIII le créa cardinal in pectore en 1726. Il ne fut installé comme cardinal et évêque de Brescia (archevêque à titre personnel) qu'un an plus tard.
En 1730, il prit la tête de la bibliothèque du Vatican. En 1740, il est nommé préfet de la Congrégation de l'Index, avant de repartir en Suisse et en Bavière, où il devint membre des académies des sciences de Vienne en 1747, de Berlin et de Russie en 1748. Il fut élu associé libre de l'Académie royale des inscriptions et belles-lettres en 1750. En conflit avec Benoît XIII, il fut renvoyé dans son diocèse où il mourut. Il a écrit sur l'histoire de l'Église, de Corfou et de Brescia, et a édité en cinq volumes la correspondance du cardinal Reginald Pole. Il fonda en 1745, à Brescia, la Biblioteca  Queriniana, qui existe toujours de nos jours.

## Biographie
Angelo Maria Querini naquit à Venise, le 30 mars 1680. Son père, son aïeul maternel, Marco Giustiniani, et deux de ses frères ont tous été procurateurs de Saint-Marc. Dès le mois d’octobre 1687, ses parents l’envoyèrent, avec son frère aîné, au collège des jésuites à Brescia. Il y passa neuf ans à étudier la grammaire, les humanités et la philosophie, et soutint avec éclat des thèses publiques ; mais pendant qu’on l’occupait d’études arides, il en faisait, de lui-même, de plus utiles, et acquérait de véritables connaissances qui n’entraient point encore dans le système de l’enseignement : il apprenait particulièrement la langue française. Comme ses succès et son caractère studieux présageaient un littérateur distingué, les jésuites s’efforcèrent de l’attacher à leur société ; et, si nous en croyons le récit qu’il en fait, ils ne négligèrent aucun moyen pour y parvenir ; mais leur institut ne lui parut pas convenir assez aux études pour lesquelles il était passionné ; il préféra l’Ordre de Saint-Benoît, où il entra en effet, malgré les efforts de ses parents pour l’en détourner.
Au mois de novembre 1696, il rentre à l’abbaye des bénédictins de Florence et y fit profession, le 1er janvier 1698, en prenant les prénoms d’Ange-Marie, au lieu de celui de Girolamo qu’il avait reçu au baptême. Avide de tous les genres d’instruction, le jeune Querini étudia la théologie, la langue grecque, l’hébreu, les mathématiques : il lisait avec délices le Traité de la grandeur, du P. Lamy ; et son goût pour la géométrie, science qu’il a peu cultivée depuis, annonçait l’esprit judicieux et l’exactitude méthodique qu’il porterait dans toutes les autres. Quoiqu’il trouvât de très-bons maîtres dans l’intérieur de son abbaye, il recherchait la société des plus habiles littérateurs de Florence. Ses relations avec Antonio Maria Salvini, Lorenzo Magalotti, Luigi Guido Grandi, le sénateur Buonarotti, Lorenzo Bellini et Antonio Magliabechi, accélérèrent ses progrès en plusieurs sciences ; philosophie, antiquités, littérature grecque et latine. Magliabechi lui procura les occasions de connaître un grand nombre de savants étrangers qui visitaient Florence, et dont le plus illustre fut son confrère Montfaucon, qui y passa deux mois, en 1700, et dont les entretiens lui inspirèrent le goût de l’érudition. Après avoir passé à Venise, auprès de sa famille, les vacances de 1704, il revint à Florence, d’où il fit quelques voyages à Pise, à Cesena et à Bologne.
Entraîné par le besoin d’étendre ses connaissances littéraires, Querini employa près de quatre années, depuis le mois de septembre 1710 jusqu’en avril 1714, à visiter et à étudier l’Allemagne, les Pays-Bas, l’Angleterre et la France ; entretenant partout d’honorables relations avec la plupart des hommes célèbres de cette époque. Il connut en Hollande Jakob Gronovius, Küster, Jean Le Clerc et Quesnel avec Petitpied, Fouillou et Brigode. Malgré les différences d’opinions théologiques, il trouvait des charmes dans leur société ; en plaignant leurs erreurs, il se complaît à louer leur politesse, leur savoir et leurs vertus. En Angleterre, il fréquenta Gilbert Burnet, Thomas Burnet, Bentley, Hudson, Potter : il regrette de n’avoir rencontré ni Addison, ni Dodwell ; mais il vit deux fois Newton.
En traversant les Pays-Bas pour se rendre à Paris, Querini passa plusieurs jours à La Haye auprès du cardinal Passionei ; à Leyde dans la société de Périzonius, de Jacques Bernard et de Casimir Oudin : il eut à Rotterdam un entretien amical avec Jurieu, après avoir assisté à une prédication de ce ministre protestant, octogénaire. Les conversations d’un autre vieillard, du jésuite Daniel van Papenbroeck, le retinrent deux jours à Anvers ; et il eut peine à s’arracher de Cambrai, où Fénelon l’accueillit avec la plus tendre bienveillance.
Durant son séjour à Paris, il habita l’Abbaye de Saint-Germain-des-Prés, qui était alors l’une des plus savantes académies de l’Europe. Il ne voulut point quitter la France sans avoir parcouru les provinces et recueilli de toutes parts l’instruction qu’elles pouvaient lui offrir : il fréquenta particulièrement le P. Bernard Lamy, à Rouen ; l’abbé le Beuf, à Auxerre ; Bouhier, à Dijon, et leurs entretiens littéraires faisaient une heureuse diversion aux querelles théologiques qu’il entendait retentir dans les monastères et dans les palais épiscopaux.

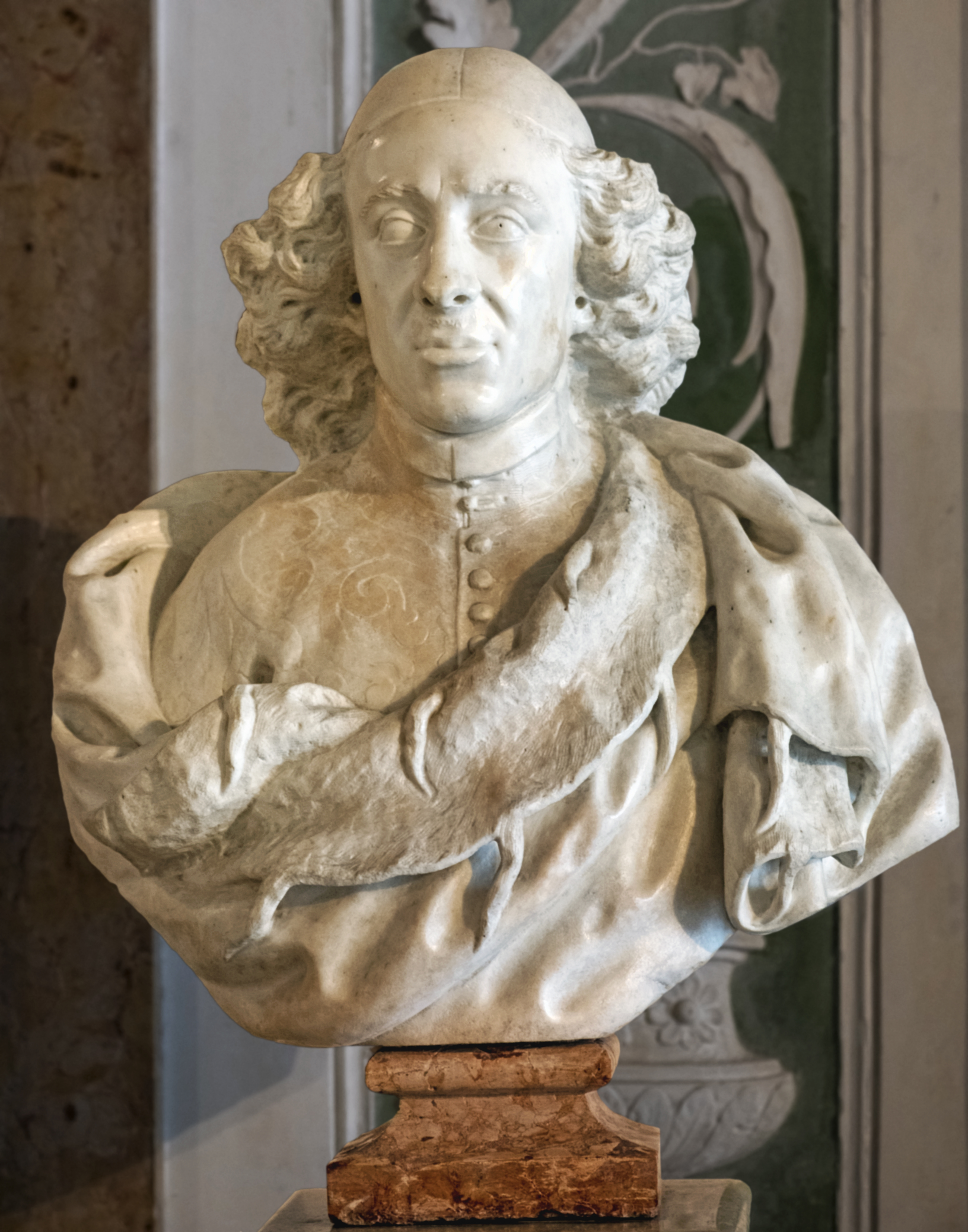
Angelo Maria Quirini par Giacomo Cassetti

Rentré dans sa patrie, où il rapportait les fruits de tant d’observations et de recherches, il fut chargé, par un chapitre de son ordre, d’écrire les annales des bénédictins d’Italie. Il n’a jamais publié qu’une sorte de programme de cette histoire ; et bien qu’il ait employé les années 1714, 1715 et 1716 à fouiller les bibliothèques et les archives de Venise, de Trévise, de Padoue, de Ferrare, de Modène, de Florence, de Rome, de Naples et du Mont-Cassin ; malgré les renseignements et les secours que lui ont fournis quelques-uns des conservateurs de ces dépôts, surtout Muratori et Assemani, il a fini par renoncer à ce travail. Cependant la partie la plus difficile en avait été déjà faite par Mabillon, dans les Annales Benedictini, dont les cinq premiers volumes in-folio, publiés de 1703 à 1713, conduisaient jusqu’à l’an 1116 l’histoire de l’ordre entier de St-Benoît.
Quoi qu’il en soit, Querini dans son premier séjour à Rome, depuis le mois de décembre 1714 jusqu’au mois de septembre 1745, obtint l’amitié de Lambertini (depuis Benoît XIV), et les bonnes grâces de Clément XI, alors pape, qui eut avec lui plusieurs entretiens secrets sur les affaires de France. Toutefois le souverain pontife ne voulut pas consentir à la publication d’un premier tome d’histoire monastique, que le P. Querini avait préparé, et qui devait contenir certaines chartes extraites des archives de l’abbaye de Farfa. Les examinateurs y avaient remarqué des dispositions propres à compromettre les droits de la cour romaine ; et malgré les explications de l’éditeur, Clément XI fut inflexible.
Dès lors Querini résolut de ne plus s’occuper de cet ouvrage et entreprit, en 1718, une édition des livres liturgiques de l’Église grecque, et des autres chrétiens orientaux. On établit, pour l’examen de ces livres, une congrégation dont il fut membre : il l’était déjà de quelques autres. Le plan qu’il se hâta de rédiger de son nouveau travail ayant été approuvé, il eut bientôt mis en ordre un premier volume ; et les censeurs du manuscrit n’y trouvèrent rien à reprendre. Pour le récompenser de son zèle et surtout de sa docilité, Clément XI le fit abbé de ce monastère de Florence, où il avait embrassé l’état religieux ; il était même question de lui donner l’évêché de Bergame : le siège n’ayant point vaqué, comme on s’y attendait, il fut nommé consulteur du saint-office, emploi souvent considéré comme un avant-coureur du cardinalat.
L’impression de ce premier tome de liturgie grecque ne s’acheva qu’en 1721 ; Innocent XIII, qui venait de succéder à Clément XI, en reçut la dédicace. De nouvelles intrigues forcèrent Querini d’interrompre ce second travail : revenant à l’histoire monastique, il mit au jour, en 1723, une Vie de saint Benoît, attribuée à saint Grégoire le Grand, avec une version grecque qu’on dit être du pape Zacharie ; et ce volume, dédié encore à Innocent XIII, lui valut l’archevêché de Corfou. Ses amis le plaignaient d’une telle destination : il ne songea qu’à la bien remplir, et après un voyage à Venise, où il séjourna pendant deux mois au sein de sa famille, il alla s’embarquer à Otrante et arriva dans son île au mois de juin 1724. Les magistrats s’empressèrent de lui accorder les immunités et les préséances qu’ils avaient disputées à ses prédécesseurs ; et il eut le bonheur, non moins inespéré, de se concilier l’amitié des Grecs schismatiques : aucune rivalité n’éclata entre lui et leur protopapas.
Pour qu’il ne lui manquât à Corfou aucune des jouissances dont il avait contracté le besoin, il s’y créa une occupation littéraire ; il entreprit un ouvrage sur les antiquités de cette île (Primordia Corcyræ). Après avoir publié, en 1725, une première édition, avec une dédicace à Benoît XIII, qui, l’année précédente, avait succédé à Innocent, il partit pour Rome, en 1726, sans aucun dessein, à ce qu’il assure, d’y obtenir la pourpre romaine ; il en était fort soupçonné par quelques compétiteurs moins timides que lui. L’accueil honorable qu’il reçut du nouveau pontife présageait des faveurs qui ne se firent pas longtemps attendre. L’archevêque de Corfou avait recueilli, pour l’usage de ses diocésains, un Enchiridion Græcorum, qui fut imprimé à Bénévent, en 1727, et dont Benoît XIII agréa l’hommage. Fort peu de mois après, Querini devint évêque de Brescia et cardinal : sa promotion à cette dernière dignité est du 25 novembre de la même année. Le pape désirait qu’on fît une nouvelle édition de l’ouvrage de Pierre Comestor, intitulé Historia scholastica ; l’évêque de Brescia se chargea de ce soin, et l’édition parut dès 1728, à Venise, mais, à ce qu’il semble, sans aucun travail littéraire qui lui appartint en propre, sinon une dédicace au concile alors assemblé à Bénévent.
Il s’occupait à réparer et achever magnifiquement son église cathédrale. Depuis il a trouvé encore les moyens de contribuer à un grand nombre de constructions et de fondations utiles hors de son diocèse, et même de l’Italie. Benoît XIII mourut en 1730 ; Clément XII, qui le remplaça, voulut s’attacher de plus près le cardinal Querini : il le nomma bibliothécaire du Vatican et fit taire les envieux qui feignaient de s’alarmer de voir les titres de la couronne entre les mains d’un prélat vénitien. Celui-ci, de son côté, calma les inquiétudes de ses diocésains, qui craignaient de ne pas le revoir. Il leur promit de ne point les quitter ; et, en effet, il passait au milieu d’eux neuf mois de chaque année et ne faisait que deux voyages à Rome, de six semaines chacun, pour entretenir l’ordre du dépôt confié à ses soins. Il l’enrichit par le don de sa propre bibliothèque, pour laquelle il fallut construire au Vatican une nouvelle salle. La ville de Brescia reçut de lui une autre bibliothèque qu’il rendit publique, et pour l’entretien de laquelle il fonda des revenus. Il usait ainsi de sa riche fortune, dont il réservait pourtant la plus grande partie aux pauvres.
Durant le conclave de 1740, il montrait sa collection de médailles aux autres cardinaux, qui l’estimèrent cent quatre-vingt mille francs : « s’il en est ainsi, s’écria-t-il, il ne m’appartient a pas de posséder un pareil trésor au milieu des pauvres ; » et il en fit don à la bibliothèque du Vatican. Lambertini, son ancien ami, devenu le pape Benoît XIV, lui offrit l’évêché de Padoue, dont le revenu était plus considérable que celui de l’évêché de Brescia : Querini n’accepta point et resta fidèle à la parole qu’il avait donnée aux Bressans. Ses travaux littéraires et les relations qu’il entretenait avec un grand nombre de savants l’avaient fait associer à l’institut de Bologne, aux académies de Vienne, de Berlin, de Pétersbourg : celle des inscriptions et belles-lettres de Paris lui déféra, en 1743, la place d’académicien étranger vacante par la mort de Banduri. Sa correspondance avec Voltaire commença en 1744 : la dissertation sur la tragédie ancienne et moderne, qui précède Sémiramis représentée en 1748, est adressée à ce prélat : « Il était digne, dit Voltaire, d’un génie tel que le vôtre, et d’un homme qui est à la tête de la plus ancienne bibliothèque de l’Europe, de vous donner tout entier aux lettres.... Mais si tous les lettrés vous doivent de la reconnaissance, je vous en dois plus qu’aucun autre, pour avoir traduit en si beaux vers latins, une a partie de la Henriade et le poème de Fontenoy. » Nul n’a plus encouragé tous les genres de travaux littéraires et rendu plus de services à ceux qui s’y consacraient : il compulsait pour eux des manuscrits, recueillait les notes qui leur pouvaient être utiles et facilitait la publication, autant que la composition de leurs ouvrages. On lui doit ainsi particulièrement l’édition des œuvres de St-Éphrem, en grec, en syriaque et en latin, entreprise par Jos.-Simon Assemani, et imprimée au Vatican, de 1732 à 1746, en 6 vol. in-folio. Les écrivains de toutes les sectes l’ont comblé d’éloges, parce que, malgré son ferme et inébranlable attachement à ses propres croyances, même aux maximes particulières de la cour de Rome, il savait rendre justice à tous les talents et porter, jusque dans les controverses, la plus douce et la plus bienveillante urbanité. Il mourut d’une attaque d’apoplexie, au milieu de ses fonctions épiscopales à Brescia, le 6 janvier 1755.

## Succession apostolique
Angelo Maria Querini a ordonné les évêques suivants :
- Évêque Lelio Valentino Contessini-Ettorio (1729)
- Évêque Giovanni Battista Capuani (1729)
- Évêque Giovanni Battista Tarugi (1729)
- Cardinal Ludovico Calini (1730)
- Évêque Andrea Duranti (1743)
- Évêque Alexander Fé (1746)

## Œuvres
Ses ouvrages sont fort difficiles à rassembler ; Voltaire désirait qu’on en publiât une collection complète : ce vœu n’a point été et ne sera probablement jamais rempli. Voici les titres des plus importants :
- De monastica Italiæ historia conscribenda dissertatio, Rome, 1717, in-4° ;
- Officium quadragesimale Græcorum, ad fidem codicis Barberini, cum versione latina, et diatribis, Rome, 1721, in-4° : c’était le premier volume d’une collection des liturgies grecques et orientales ;
- Édition de la Vie de saint Benoît, par Grégoire Ier, avec la version grecque de Zacharie, Venise, 1723, in-4° ;
- Primordia Corcyræ, Lecce, 1725, in-4° ; adaucta, Brescia, 1738, in-4° : on y joint un Appendix de nominibus Corcyræ, Rome, 1742, in-4°, en réponse aux objections de Mazzochi sur l’origine des anciens noms de Corfou ;
- Enchiridion Græcorum, Bénévent, in-4° ;
- Animadversiones in propositionem vigesimam primam libri VII Euclidis, cum nova demonstratione, et demonstrationum algebricarum specimine, Brescia, Rizzardi, 1738, in-4° maj. ;
- Édition des Œuvres des anciens évêques de Brescia, St-Philastre, St-Gaudence, etc., Brescia, 1738, in-fol. ;
- Specimen litteraturæ Brixianæ, Brescia, 1739, 2 part. in-4° ; excellent morceau d’histoire littéraire, spécialement en ce qui concerne la seconde moitié du 15e siècle et la première du 16e, incluant notamment les préfaces de Marin Beçikemi ;
- Pauli II vita, Rome, 1740, in-4°. Cet ouvrage fut composé pendant les nuits du conclave où fut élu Benoît XIV ; c’est pourquoi le cardinal de Fleury lui donnait le nom de Noctes Vaticanæ. Ce n’est qu’une révision du livre de Canensius sur le même sujet (Muratori, Script rer. Ital., t. 3) ; mais Querini, pour jus Paul II, accusé par Platina d’avoir persécuté les gens de lettres, y ajoute le tableau des encouragements donnés par ce pontife aux études et principalement à l’art typographique ; ce qui amène une description des éditions publiées à Rome depuis 1465 jusqu’en 1471 et au-delà. Cet appendix de la vie de Paul II a été imprimé avec des additions de Johann Georg Schelhorn, sous le titre de Liber de optimorum scriptorum editionibus quæ Romæ primum prodierunt, etc., Lindau, 1761, in-4° ; et ce volume était recherché avant la publication, faite en 1783, d’un travail plus complet d’Audiffredi sur le même sujet ;
- Diatriba præliminaris ad Francisci Barbari et aliorum ad ipsum Epistolas, Brescia, 1741, in-4° ; — Franc. Barbari, etc., Epistolæ, Brescia, 1743, in-4°. Querini a rassemblé des notices précieuses dans le premier de ces volumes : il serait seulement à désirer, dit Ginguené, qu’il y eût mis plus d’ordre et laissé échapper moins d’erreurs ;
- Soixante épîtres latines de Querini lui-même, distribuées en dix livres, ont été imprimées à Brescia, de 1742 à 1749, 6 part. in-4° ; et dix autres à Rome, en 1743, même format. On a d’ailleurs réuni dix de ses Lettres italiennes en un volume in-4° publié à Brescia, en 1746 ; et toutes celles qu’il avait écrites en latin ont été rassemblées par Nic. Coleti, à Venise, 1756, in-fol. ;
- Reginaldi Poli et aliorum ad eumdem Epistolæ, Brescia, 1744 et 1745, 2 vol. in-fol. ; Querini a joint à ce recueil une vie du cardinal Pole, et une dissertation sur ses lettres.
- Imago optimi pontificis, expressa in gestis Pauli III, qualiter exhibentur in Regin. Poli epistolis, Brescia, 1745, in-4° ;
- Vita del cardin. Gasp. Contareno, da Lodov. Becatelo, con alcune aggiunte (dall’editore Ang. M. Querini), Brescia, 1746, in-4° ;
- Epistola de Herculaneo : cette lettre de l’évêque de Brescia à Johann Matthias Gesner a été insérée en deux recueils, l’un de Gottlieb Ludolph Münter, en 1749, l’autre de Anton Francesco Gori, en 1751 ;
- Commentarius de rebus pertinentibus ad Ang. M. Quirinum, Brescia, 1749, 2 t. in-8° ; cum appendice, ibid., 1750. Ces mémoires, écrits par Querini lui-même, conduisent l’histoire de sa vie jusqu’à l’année 1740. On a réimprimé, en 1750, in-8°, sans nom de ville, les trois premiers livres, qui ne vont que jusqu’à l’année 1727.

Nous n’avons pas fait entrer dans cette liste chronologique des ouvrages publiés par Querini ceux dont nous ne connaissons point les dates précises ; telles sont plusieurs lettres pastorales, une relation de ses voyages, la traduction du poème de Fontenoy et d’une partie de la Henriade, et diverses pièces fugitives.

## Principaux écrits
- Angelo Maria Quirini, Specimen variae literaturae quae in urbe Brixia ejusque ditione paulo post typographiae incunabula florebat, Brescia, J.-M. Rizzardi, 1739 (OCLC 13598367, lire en ligne)
- Cardinal Angelo Maria Quirini, Specimen varae literaturae quae in urbe Brixia ejusque ditione paulo post Typographiae Incunabula Florebat, Brescia, Ex. typ. Giovanni Maria Rizzardi, 1739 (lire en ligne)
- Angelo Maria Quirini, Commentarii de rebus pertinentibus ad Ang. Mar. cardinalem Quirinum, Brescia, Ex. typ. Gian-Maria Rizzardi, 1749 (lire en ligne)
- Cardinal Angelo Maria Quirini, Atti spettanti alla fondazione, e dotazione della Biblioteca Quiriniana a pubblico benefizio eretta in Brescia., Brescia, Ex. typ. Gian-Maria Rizzardi, 1747 (lire en ligne)
- Cardinal Angelo Maria Quirini, Epistola: ad eminentissimum et reverendissimum Dominum Thomam Philippum, Cardinal de Alsatia, Archiepiscopum Mechliniensem Belgiique Primatem., Brescia, 1748 (lire en ligne)
- Cardinal Angelo Maria Quirini, De Herculaneo Epistola., Brescia, 1752 (lire en ligne)
- Cardinal Angelo Maria Quirini, Enchiridion graecorum quod de illorum dogmatibus post schismatis epocham Rom ., Bres, Beneventi Ex Typographia Archiepiscopali, 1717 (lire en ligne)
- Angelus Maria Quirinus, De monastica Italiae historia conscribenda dissertatio, de Rubeis, 1717 (lire en ligne)